# Коктейль с мороженым
Коктейль с мороженым или газировка с мороженым, также известный в Австралии и Новой Зеландии как «паук» с мороженым — охлаждённый напиток, приготовленный путём добавления мороженого в безалгокольный напиток или в смесь ароматизированного сиропа и газированной воды.
Если используются рутбир и ванильное мороженое, напиток называется пивом с корнем солодки (США). Близким вариантом является коктейль с колой, который готовится с использованием колы.

## История
Мороженое в стаканчике было изобретено Робертом М. Грином в Пенсильвании в 1874 году во время празднования 150-летия Института Франклина. Согласно традиционной истории, в один особенно жаркий день у Грина закончился лёд для ароматизированных напитков, которые он продавал, и вместо этого он использовал ванильное мороженое от соседнего продавца, придумав новый напиток.
В его собственном рассказе, опубликованном в журнале «Сода-фонтан» (Soda Fountain) в 1910 году, говорится, что, управляя сода-фонтаном на празднике, он хотел создать новое угощение, чтобы переманить клиентов у другого продавца, у которого был более крупный и изысканный содо-фонтан. После нескольких экспериментов он решил смешать мороженое и ароматизированную содовую. Во время праздника он продавал ванильное мороженое с содовой и 16 видами сиропов на выбор. Новое угощение стало сенсацией, и вскоре другие автоматы с газировкой начали продавать мороженое с сиропом. В завещании Грина было указано, что на его надгробии должна быть выгравирована надпись «Изобретатель мороженого с сиропом» («Originator of the Ice Cream Soda»).
По крайней мере, есть ещё три претендента на изобретение коктейля «пивной пунш» (root beer float): Фред Сандерс, Филип Мор и Джордж Гай, один из сотрудников Роберта Грина. Гай утверждал, что в 1872 году по рассеянности смешал мороженое и газировку, к большой радости своих клиентов.

## Региональные названия

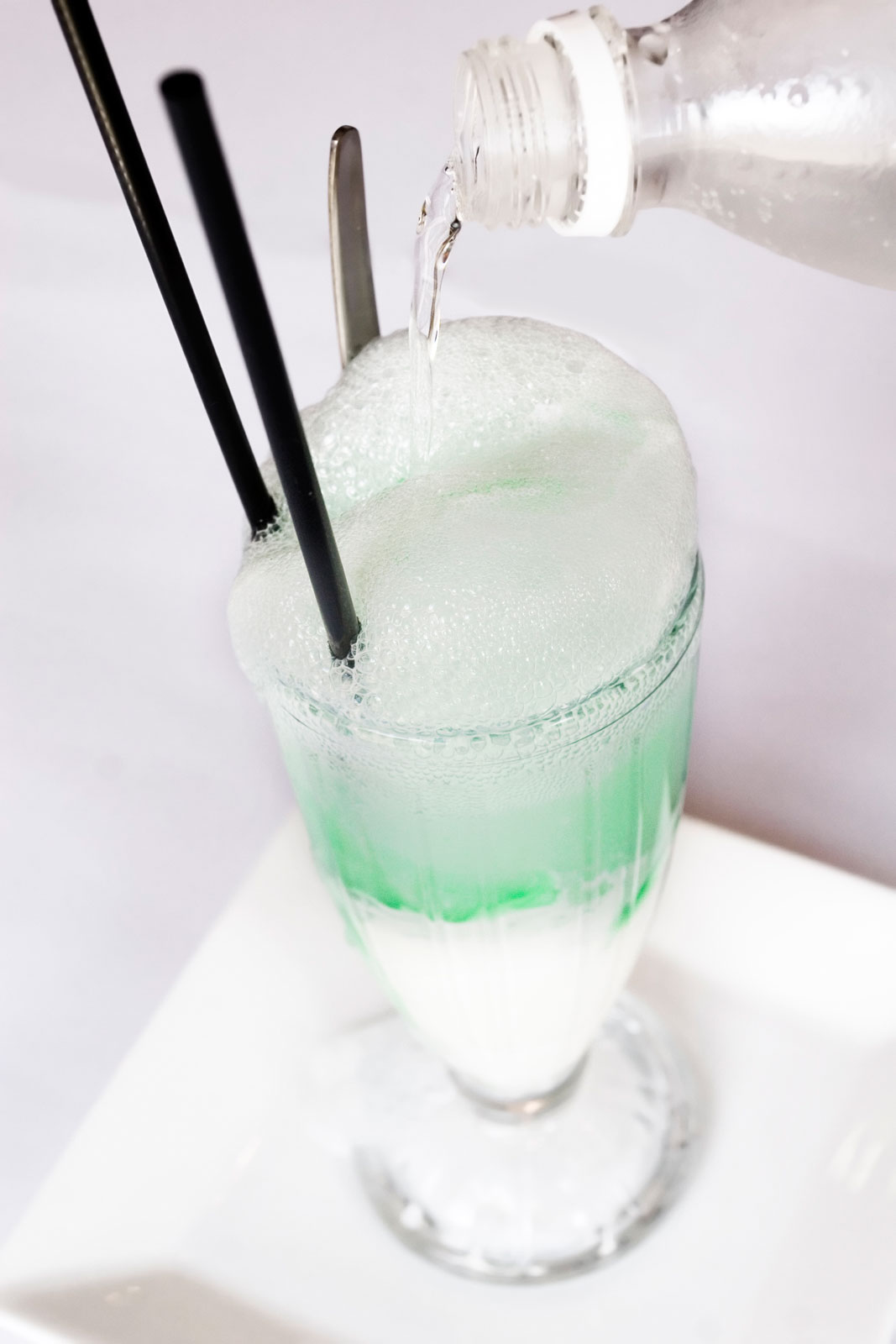
Lime Spider

В Австралии и Новой Зеландии коктейль с мороженым известен как «паук» (spider), потому что, когда газировка попадает в мороженое, она образует реакцию, похожую на паутину. Традиционно десерт готовят с использованием лаймовой или ромовой газированной воды. По традиции для приготовления используются лайм или крем-сода.
В Великобритании и Ирландии напиток называют «коктейлем с мороженым» (ice-cream float) или просто «коктейлем» (float), поскольку под «содовой» (soda) обычно подразумевается газированная вода. Подслащённые газированные напитки вместо этого в совокупности называются «безалкогольными напитками» (soft drinks), «(газированной) газировкой» ((fizzy) pop) или «газированным соком» (fizzy juice).
В Мексике напиток называют «плавающим мороженым» (helado flotante) или «flotante». В Сальвадоре, Гондурасе, Гватемале, Коста-Рике и Колумбии его называют «чёрной коровой» (vaca negra), в Бразилии — «vaca preta», а в Пуэрто-Рико — «чёрная дыра» (black out).
В США «содовая с мороженым» (ice cream soda) обычно означает напиток, содержащий газированную воду, сироп и мороженое, в то время как «флэт» (float) — это, как правило, мороженое в безалкогольном напитке (обычно в рутбире).

## Разновидности
- «Сливочное пиво» (Butterbeer)
- «Пивной поплавок» (Beer float)[8][9]
- «Бостонский кулер» (Boston cooler)[10][11][12]
- «Шоколадное мороженое с содовой» (Chocolate ice cream soda)
- «Крем-сода» (Cream soda)
- Helado flotante[13]
- «Нектар-содовая» (Nectar soda)[14][15]
- «Фиолетовая корова» (Purple cow)[16]
- «Поплавок для рутбира» (Root beer float)[17]
- «Содовая с клубничным мороженым» (Strawberry ice cream soda)
- «Жёлтая коза» (vaca amarela) или «золотая коса» (vaca dourada)
- «Вака-прета» (vaca-preta)

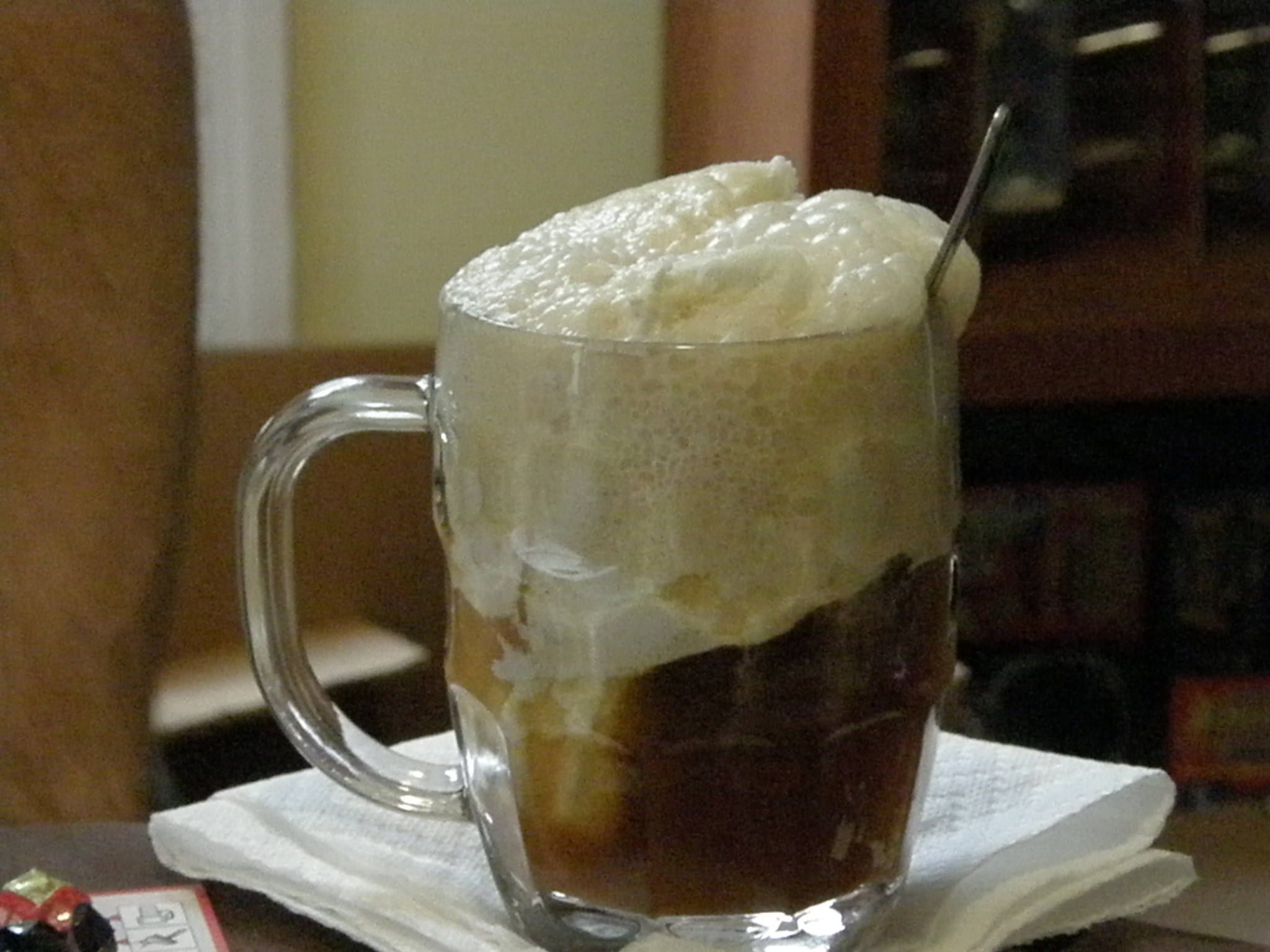
Beer Float
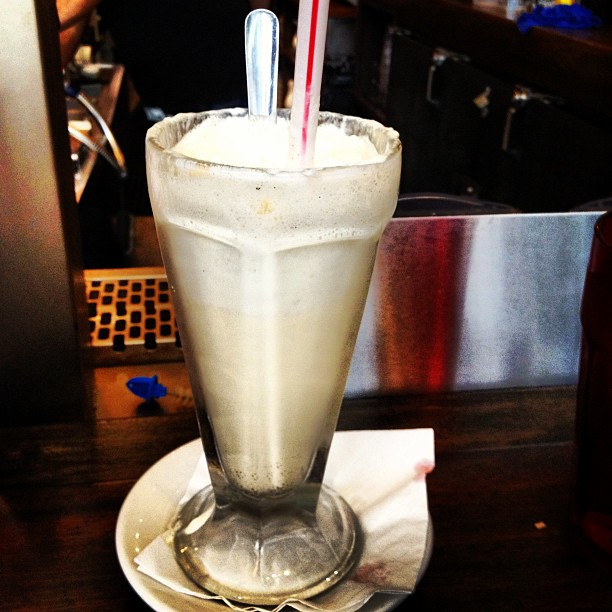
Boston Cooler с имбирным элем Vernors
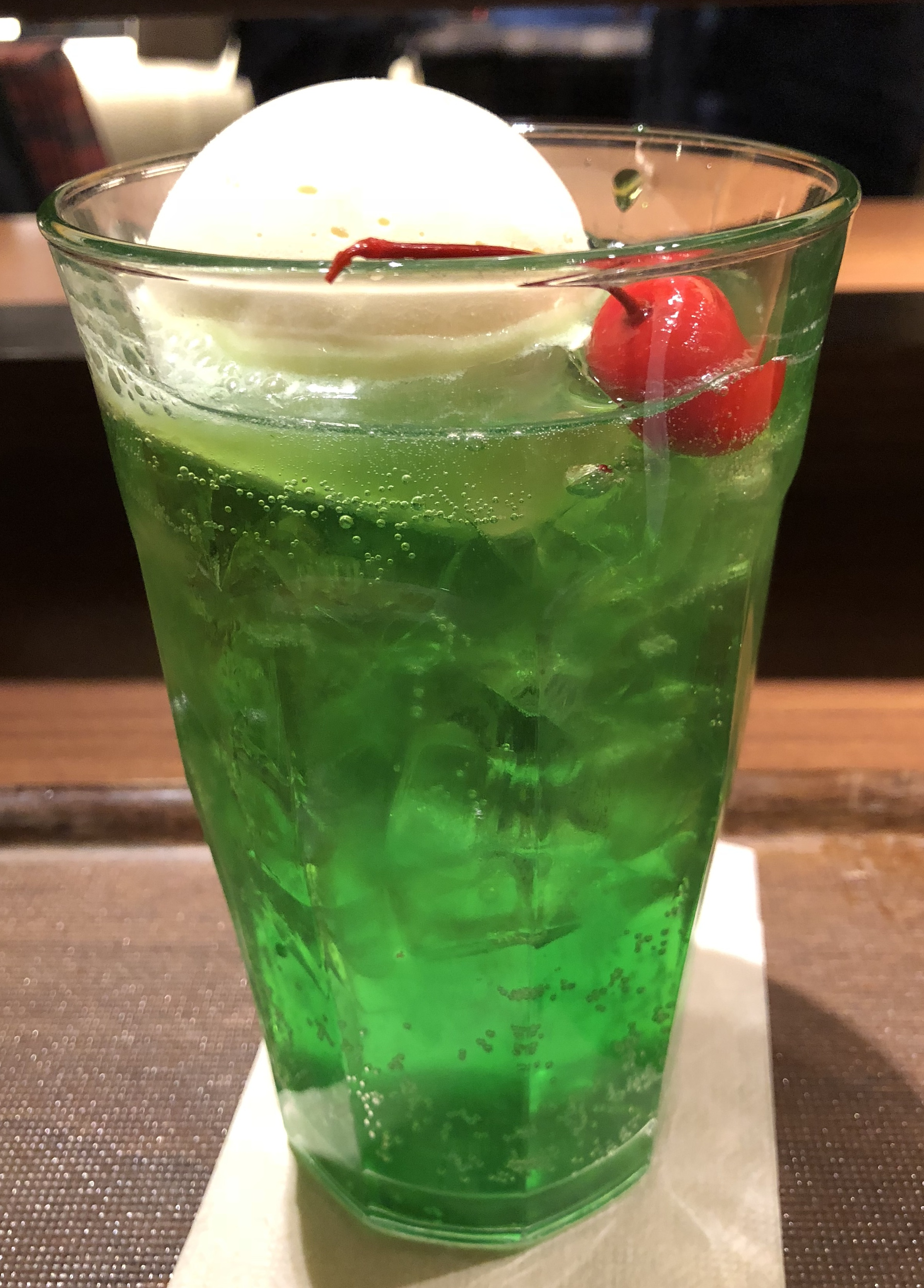
Крем-сода в японском стиле на заводе компании Ueshima Coffee Company
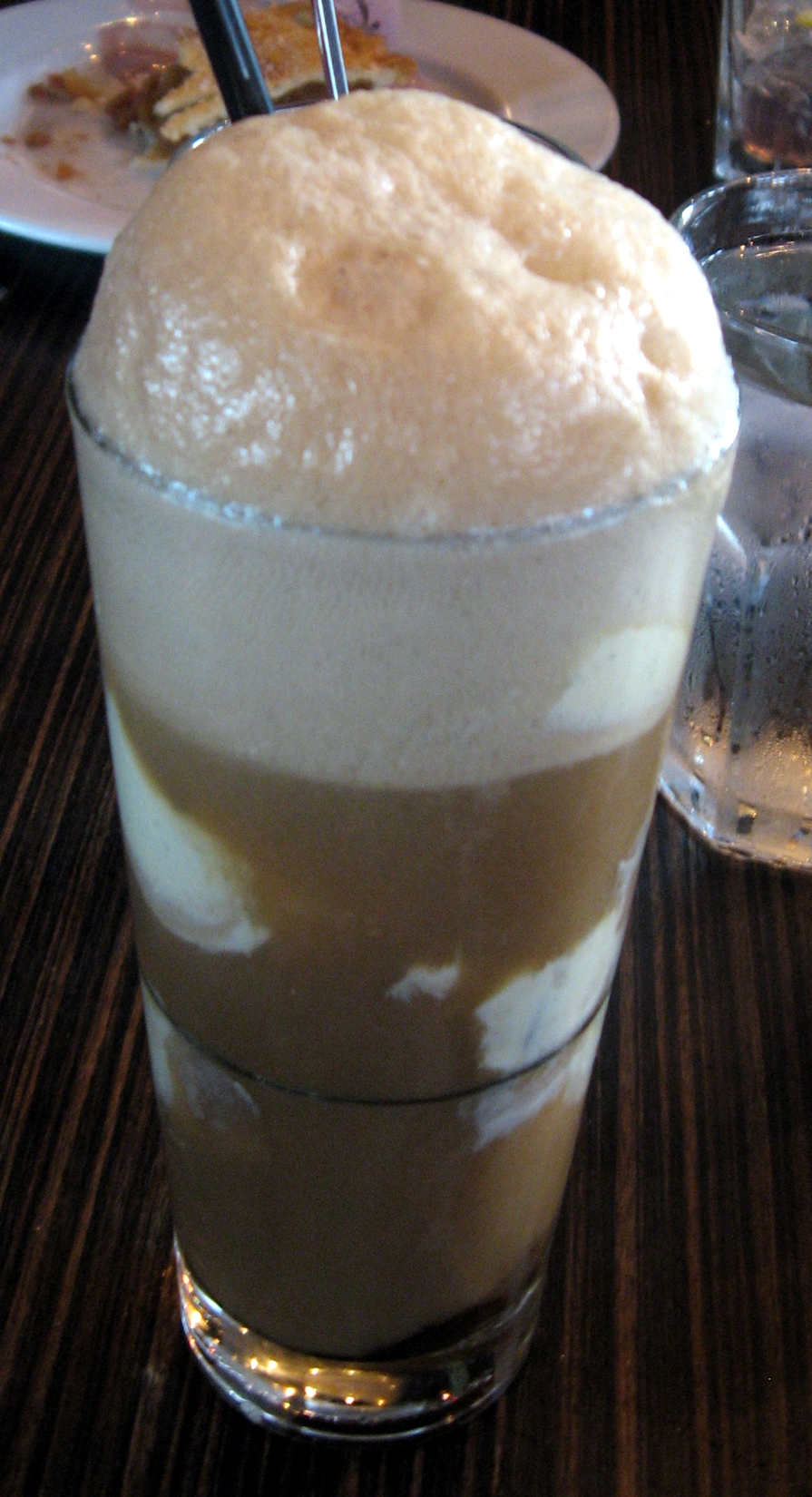
Root Beer Float